# Peter Seibert
Peter Seibert (* 27. Juni 1948 in Weiskirchen, Saarland) ist ein deutscher Medienwissenschaftler und Germanist.

## Leben
Peter Seibert studierte von 1968 bis 1973 die Fächer Germanistik, Geschichte und Kunstgeschichte an der Universität des Saarlandes und der Rheinischen Friedrich-Wilhelms-Universität Bonn. 1977 wurde er an der Universität-Gesamthochschule Siegen (Fachbereich 03 – Sprach- und Literaturwissenschaften) mit der Dissertation Aufstandsbewegungen in Deutschland 1476 - 1517 in der zeitgenössischen Reimliteratur promoviert und arbeitete dort ab 1978 als Wissenschaftlicher Assistent bei Helmut Kreuzer. Dort habilitierte er 1987 über literarische Geselligkeit.
1991 erhielt er die Berufung auf eine Universitätsprofessur für das Fach Germanistik mit dem Schwerpunkt „Sozialgeschichte der Literatur“ an der Universität-Gesamthochschule Siegen. Es folgte eine Berufung der Universität Kassel, wo er 2001–2013 die Universitätsprofessur für „Literatur und Medien“ am Institut für Germanistik innehatte.
Seibert war Projektleiter im DFG-Sonderforschungsbereich „Bildschirmmedien“ an der Universität Siegen zum Verhältnis von Theater und Fernsehen (1989–2000) und Leiter des DFG-Projekts „Ausstellungsästhetiken“ an der Universität Kassel (2003–2006).

## Monographien
- Aufstandsbewegungen in Deutschland 1476–1517 in der zeitgenössischen Reimliteratur. Winter, Heidelberg 1978, ISBN 978-3-533-02742-3.
- Der literarische Salon. Literatur und Geselligkeit zwischen Aufklärung und Vormärz. Metzler, Stuttgart/Weimar 1993, ISBN 978-3-476-00943-2.
- Demontage der Erinnerung. Der Umgang mit dem jüdischen Kulturerbe nach 1945. Metropol, Berlin 2023, ISBN 978-3-86331-712-6.
- Die Niederschlagung des Bauernkriegs 1525. Beginn einer deutschen Gewaltgeschichte. Dietz, Bonn, 2025, ISBN 978-3-8012-0691-8.